# الجمعية الأمريكية المطالبة بحق المرأة في الاقتراع

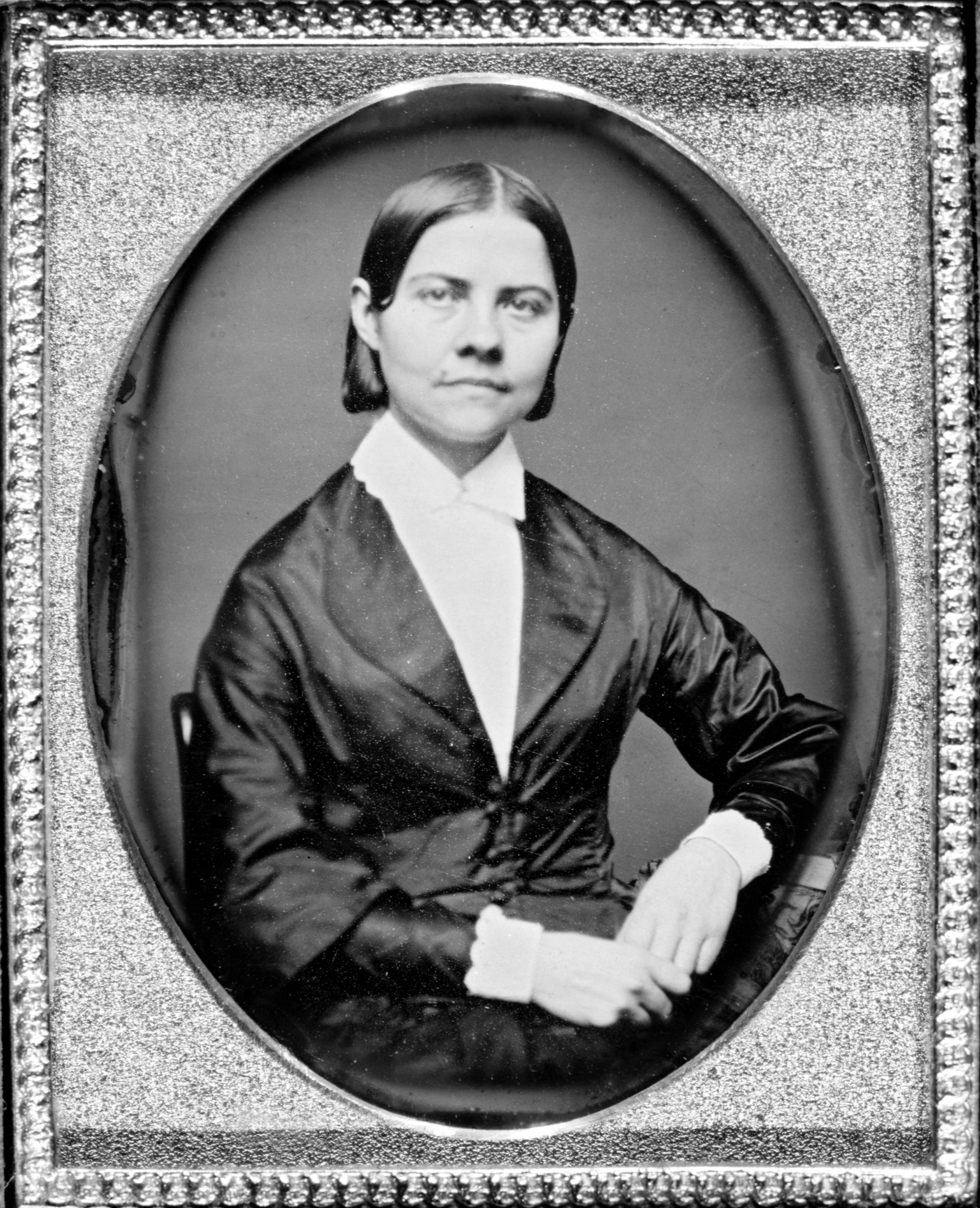
لوسي ستون عضوة الجمعية الأمريكية المطالِبة بحق المرأة في الاقتراع

أنشئت الجمعية الأمريكية المطالبة بحق المرأة في الاقتراع في نوفمبر عام 1869 إثر الخلاف الناشئ بين أعضاء الرابطة الأمريكية للمساواة بين الجنسين حول التعديل الخامس عشر للدستور الأمريكي. إذ أيده البعض، مثل لوسي ستون وهنري بلاكويل وجوليا وارد هاو، وهم من أشد المؤيدين لحركة إلغاء الرق في الولايات المتحدة الأمريكية ولمنح الأمريكيين الأفارقة حق التصويت، وهم من قاموا بتأسيس الجمعية الأمريكية المطالبة بحق المرأة في الاقتراع. بينما رفضته إليزابيث كادي ستانتون وسوزان أنتوني بحسم؛ لتؤسسا الجمعية الوطنية لمنج المرأة حق الاقتراع.
وقد التأم الصدع بين أعضاء الجمعيتين عام 1890؛ ليشكلوا الجمعية الوطنية الأمريكية المطالبة بحق المرأة في الاقتراع.

## الأصول
عام 1869 أسست إليزابيث كادي ستانتون وسوزان أنتوني الجمعية الوطنية المطالبة بحق المرأة في الاقتراع التي رفضت التعديل الرابع عشر والخامس عشر للدستور الأمريكي؛ إذ رأت فيه ظلمًا بيِّنًا للمرأة. لم تكتفِ الجمعية بالدفاع عن حق النساء في التصويت، بل دعت كذلك إلى المساواة في العمل والأجور وتيسير الطلاق.
بينما ارتأت لوسي ستون وجوليا وارد هاو وجوزفين رافين أنه من الخطأ إقحام قضايا جدلية أخرى في دفاعهن عن حقوق المرأة؛ لتؤسسن الجمعية الأمريكية المطالبة بحق المرأة في الاقتراع التي دافعت عن حق النساء في الاقتراع فقط. وقمن عام 1870 بإنشاء جريدة خاصة بالجمعية أطلقن عليها «جريدة النساء».
عام 1880 أصبح من الجليِّ أنه لا طائل لوجود فريقين متنافسين يدافعان عن حقوق المرأة. وبعد سنوات طويلة من المفاوضات اتحدت الجمعيتان لتكونا الجمعية الوطنية الأمريكية المطالبة بحق المرأة في الاقتراع التي رأستها كلٌّ من إليزابيث كادي ستانتون وسوزان ب. أنتوني وكاري شابمن كات وفرانسيز ويلارد وماري تشرش تيريل وماتيلدا جوزلين جيدج وأنا هوارد شو.